# Luís Antônio Neves de Carvalho
Luís Antônio Neves de Carvalho (1767 — 6 de setembro de 1831) foi um militar e político brasileiro.

## Vida
Foi vice-presidente da província de São Paulo, tendo administrado a mesma, por duas vezes, de 22 de maio a 29 de setembro de 1826 e de 5 de abril a 19 de dezembro de 1827.